# ザ・シン
ザ・シン（The Syn）は、1965年から1967年まで活動していたイングランドのバンドで、2004年にプログレッシブ・ロック・バンドとして再結成された。バンドは、スティーヴ・ナーデリ、クリス・スクワイア、アンドリュー・プライス・ジャックマン、マーティン・アデルマン、ジョン・ペインターによって結成された。クリス・ウェルチは、その著書 『Close to the Edge: The Story of Yes』の中で、「ザ・シンは実際のところイエスにとても似ていました。それはまさにイエスの前身でした」と書いている。

## 略歴

### 初期
ザ・セルフズ (The Selfs)は、1964年にロンドンのウェンブリーで結成されたリズム・アンド・ブルース・バンドであった。バンドは、ベーシストのクリス・スクワイア、キーボーディストのアンドリュー・プライス・ジャックマン、ドラマーのマーティン・アデルマン、ギタリストのジョン・ウィートリー、そして歌手のクリス・スレーターで構成されていた。後のラインナップには、ドラマーのマイク・リチャードソンが在籍した。バンドは、キングズベリーのセント・アンドリュース教会におけるユースクラブであるザ・グレイヴヤードと、ウェンブリーのブラックバーズ・クロスにて、最初のギグを行った。1964年、彼らは音楽テレビ番組『Ready Steady Go!』のプロデューサーが主催する音楽コンクールである「Ready Steady Win」に参加した。彼らは、最終的に勝者となったボー・ストリート・ランナーズとの激しい競争の末に打ちのめされた。ザ・セルフズは、「Love You」と、ザ・フーの「アイ・キャント・エクスプレイン」のカバーをアセテート盤に録音した。
ザ・シンのルーツは、ギターのスティーヴ・ナーデリと、ボーカルで彼の学友であったジョージ・アージマナウを含む「ハイ・コート (High Court)」と呼ばれた初期のロンドン北部で活動したR&Bバンドにある。バンドは時とともに進化し、1965年にナーデリがリードボーカルを担当し、ジョン・ペインターがギターを担当するようになり、その名前をザ・シンへと変更した。
しかし、その直後の1965年に、ザ・シンはザ・セルフズと合併したため、ナーデリとペインターに、クリス・スクワイア（ベース）、アンドリュー・プライス・ジャックマン（キーボード）、マーティン・アデルマン（ドラム）が加わった。バンドの最初のギグは、ナーデリの学校であるキングズベリー・カウンティ・グラマースクールで行われ、「ヒート・ウェイヴ」やマーヴェレッツの「I'll Keep On Holding On」のカバーが演奏された。ポール・コーダが、バンドのデモンストレーション・レコードとして、彼の作曲による「Merry-go-round」をプロデュースした。

### サイケデリック期
ジョン・ペインターはピーター・バンクスに交代し、マーティン・アデルマンはアイスランド人のドラマーであるガンナー・ヤークル・ハーコナルソン（1949年5月13日 - 2001年9月22日、アイスランド・レイキャヴィーク生まれ。普段は、ガンナー・ヤークルまたはヤークリン（「Jökull」の文字通り「氷河」を意味する）と呼ばれた）に交代した。バンドはまた、ロニー・ドネガンの元ベーシストであるピーター・ハゲットという新しいマネージャーを迎えた。ハゲットは後にマネージャーの座をケニー・ベルに譲った。
バンドはR&Bのカバーから離れ、ジャックマンとナーデリを中心に独自の楽曲を書き始めた。彼らの周りで起こっている音楽業界の変化を反映して、彼らはサイケデリック・ミュージックの影響をより強く受けていった。彼らは1967年に「Created by Clive (B面 Grounded)」と「Flowerman (B面 14 Hour Technicolor Dream)」というタイトルの2枚のシングルをリリースした。
1967年、彼らはロンドンのマーキー・クラブでジミ・ヘンドリックス・エクスペリエンスのサポートとして演奏し、ヘンドリックスを音楽業界に紹介した多くの著名なロック・ミュージシャンたち（ビートルズを含む）と顔を合わせた。ザ・シンはクラブに長期滞在し、ピンク・フロイド、ムーディー・ブルース、キャット・スティーヴンス、プロコル・ハルムらが毎週ヘッドライナーとして夜の公演を開催する前座としてバンドをサポートした後、『Gangster』と『Flowerman』というロックオペラを発表した。
ハーコナルソンがアイスランドに戻った後のラインナップでは、さまざまなドラマーが演奏を行った。

### その後
バンドは1967年に解散した。その後、スクワイアとバンクスがメイベル・グリアーズ・トイショップに加わり、最終的にはイエスと改名された。
バンドが解散した後も、ナーデリ、ジャックマン、そして時としてスクワイアも一緒に仕事している。ナーデリとジャックマンは、「Sunshine and Make Believe」というタイトルの、さらに計画されていたザ・シンのシングルを録音した。セッションには、キーボードでトニー・ケイ、ギターでデヴィッド・オリストが参加した。このセッションのテープは2004年には見つからなかった。ジャックマンはオーケストラを伴った別のザ・シンの作品「The Last Performance of the Royal Regimental Very Victorious and Valiant Band」を録音し、最終的に2004年のコンピレーション・アルバム『オリジナル・シン』にてリリースされた。もう1つのザ・シンの作品で、スクワイアがベースを担当し。ジャックマンによりプロデュースされたセッションの「Mr White's White Flying Machine」は、Aysheaによって1970年にリリースされた。
ジャックマンはスクワイアとの共同作業を続け、彼の最初のソロ・アルバム『未知への飛翔』やイエスの『トーマト』などに携わった。スクワイアは『未知への飛翔』でジャックマンが果たした役割を重視し、共同執筆のクレジットを提供したいと述べたが、ジャックマンはこれを辞退した。

### 再結成
ザ・シンの再結成は、2つの出来事から生まれた。2003年、マーティン・アデルマンはイエス・ファンサイトのウェブマスターに連絡し、インタビューを行うことに同意した。スティーヴ・ナーデリはこのインタビューを見て、アデルマンと連絡を取った。バンクスとも連絡を取り、彼らはランチを共にし、再結成について話し合った。同じ頃、アンドリュー・ジャックマンが亡くなっており、彼の死を人々の心に残したいという想いもあった。
2004年、新しいバンドがリハーサルを開始した。バンクスは、彼が以前のいくつかのプロジェクトに携わったキーボード奏者のジェラルド・ジョンソンを連れてきた。もともとジョン・ウェットンがベースを演奏する予定だったが、ギリギリで辞退し、スティーヴ・ジー（プログレッシブ・ロック・バンド、ランドマークのベーシスト）に交代した。セッションでは、古いザ・シンの曲「Illusion」と「Grounded」の新しいバージョンや、イエスの曲「Time and a Word」の拡張された新しいバージョンが作成された。レコーディングはギタリストのポール・ステーシーが所有するスタジオで行われた。しかしながら、バンクスはグループを続けることができなくなり、自身のウェブサイトでそのことを説明した。
ナーデリはバンドを続け、2004年後半、ナーデリとジョンソンとで新曲「Cathedral of Love」のレコーディングを開始した。その頃、スクワイアにその曲を一緒に演奏できるかどうか尋ねた。そこから、スクワイアがバンドに参加するようになった。ポール・ステーシーがギタリストとなり、彼の双子であるジェレミー・ステーシーがドラマーになった。アデルマンはパフォーマンスをやめることを選択したが、写真家としてしばらくの間バンドとの関係を維持していた。ドラムではなく写真撮影が、30年以上にわたる彼のキャリアとなっていた。
バンドは2005年10月に最初のフル・スタジオ・アルバム『シンデストラクティヴ』をリリースし、「Cathedral of Love」がシングルとして事前にリリースされた。そのアルバムで演奏するミュージシャンのラインナップは以下の通り。
- ポール・ステーシー (Paul Stacey) - ギター、エンジニア、共同プロデューサー
- ジェラルド・ジョンソン (Gerard Johnson) - キーボード、共同プロデューサー
- スティーヴ・ナーデリ (Steve Nardelli) - ボーカル
- ジェレミー・ステーシー (Jeremy Stacey) - ドラム
- クリス・スクワイア (Chris Squire) - ベース、バック・ボーカル

MWE3 ウェブサイトのインタビュアーは、アルバム『シンデストラクティヴ』を「新世紀の最高のプログレッシブ・ロック・アルバムの1つ」であり、「ビート・プログレッシブの傑作」であると解説した。オールミュージックのリッチー・アンターバーガーは「それは、イエスのやや中途半端なバージョンを聴くようなものではありますが、マルチ・セクションによる曲の構造と、楽器間におけるプログレッシブ・ロックの相互作用がたくさんあります。[…]それはうまく実行され、よく録音されています。しかし、これにはスティーヴ・ナーデリ・アンド・クリス・スクワイアとクレジットされるべきであったし、1960年代のザ・シンのサウンドへのリンクが事実上存在しないため、ザ・シンとは異なるバンド名でクレジットされるべきでした」と語った。
2005年8月に北米で開始される予定だった「モア・ドラマ・ツアー (More Drama Tour)」は、ザ・シン、ホワイト、スティーヴ・ハウが一緒にツアーを行い、スクワイア、ハウ、アラン・ホワイト、ジェフ・ダウンズがその夜の終わりにイエスの楽曲を演奏する姿が観られるというものであった（スティーヴ・ナーデリまたはホワイトのケヴィン・カリーがリードボーカルを担当）。しかし、このツアーは始まる直前にキャンセルされた。ツアーにおけるザ・シンのラインナップは、次のように構成されていた。
- フランシス・ダナリー (Francis Dunnery) - ギター
- ジェラルド・ジョンソン (Gerard Johnson) - キーボード
- スティーヴ・ナーデリ (Steve Nardelli) - ボーカル
- ゲイリー・ハズバンド (Gary Husband) - ドラム
- クリス・スクワイア (Chris Squire) - ベース

ザ・シンのアルバム・ラインナップは、2005年末にロンドンで開催されたショーで（ハズバンドの支援を受けて）ライブ・デビューしたが、2006年1月のライブ日程において、バンドは次のようになった。
- スティーヴ・ナーデリ (Steve Nardelli) - ボーカル
- クリス・スクワイア (Chris Squire) - ベース
- ジェラルド・ジョンソン (Gerard Johnson) - キーボード
- シェーン・セリオット (Shane Theriot) - ギター
- アラン・ホワイト (Alan White) - ドラム

その年の5月のイギリス・ツアーはキャンセルされ、2006年5月16日、スクワイアはグループからの脱退を発表した。「クリスはザ・シンを脱退することを決め、逆の報告がされているにもかかわらず、もはやバンドには関与していません」。
ナーデリは、新しいスタジオ・トラック（ジョンソンとポール・ステーシーと一緒に録音された「Armistice Day」）とワシントンDCのXMラジオ・スタジオで録音された2006年のライブ作品（スティーヴ・ナーデリ、クリス・スクワイア、アラン・ホワイト、ジェラルド・ジョンソン、シェーン・セリオットによる）を組み合わせたアルバム『Armistice Day』を作成した。ジョンソンはトラックを録音してミキシングしたものの、自分の仕事に対して報酬が支払われたことはないと主張した。2006年10月18日のYesworld.comにおけるメッセージで、クリス・スクワイアはファンがアルバムを購入することを思いとどまらせた。アルバムは、ナーデリ以外のアーティストたちからの許可なしにリリースされた。ジョンソンとポール・ステーシーの両方がバンドを脱退。2006年11月のリリース日が最初に発表されたが、法的措置によりアルバムは2007年までリリースを延期された。
その間、ジョンソンとステーシー兄弟はスクワイアと共に仕事を続けた。クリス・スクワイア、ジェラルド・ジョンソン、ジェレミー・ステーシーは、アンドリュー・ジャックマンの兄弟2人（ジェレミー・ジャックマンとグレッグ・ジャックマン）と一緒にアルバム『Chris Squire's Swiss Choir』を制作した。スクワイア、ジョンソン、そして2人のステーシーは、別のスクワイアのソロ・プロジェクトにも取り組み始めた。この作業は行き詰まったが、ジェレミー・ステーシーが、スクワイアとスティーヴ・ハケットによるスクアケットのデビュー・アルバムに参加した。スクアケットのアルバムと、イエスの2枚のアルバム（『フライ・フロム・ヒア』と『ヘヴン&アース』）には、スクワイアとジョンソンらが共同で書いた楽曲が含まれている。

### 新ラインナップ
2007年6月、ナーデリは「現在のザ・シンは、私と私が一緒に演奏することを選んだミュージシャンです」と述べた。ナーデリは2008年に次のように新しいザ・シンのラインナップを組んだ。
- スティーヴ・ナーデリ (Steve Nardelli) - ボーカル
- フランシス・ダナリー (Francis Dunnery) - ギター
- トム・ブリスリン (Tom Brislin) - キーボード

バンドは、ニュー・アルバム『Big Sky』をレコーディングし、2009年初頭にリリース。アルバムにはエコーリンのブレット・カルとポール・ラムジー、そしてドリー・ジャクソンが参加した。『Big Sky』は、「USA Progressive Music」のウェブサイトで2009年のベスト・プログレッシブ・ロック・アルバムに選ばれた。
2008年10月、アンブレロ・ミュージック・エンターテインメント (Umbrello Music Entertainment)は、ザ・シンのファン・フォーラムからナーデリがミュージシャンたちのために書いた「Reasons and Rituals」というデジタル・トラックをリリースした。バンド・メンバーには、スティーヴ・ナーデリ（ボーカル、ギター）、スティーヴ・サイクス＝ノヴァ（ボーカル）、キャリー・クラウザー（フルート）、スティーヴ・ニコラス（キーボード）、ケヴィン・スティルス（ギター、ミキシング）、ブレット・カル（ギター）、ケリー・チャイルド（ドラム）が含まれていた。プロジェクトのエグゼクティヴ・プロデューサーは、ラジオ局のホストであり教師のスティーヴ・サイクス＝ノヴァが担当した。このプロジェクトは、ナーデリ / ジャックマンがザ・シンの楽曲を書いたことにちなんで「14 Hour Technicolor Dream V-Band」と名付けられた。
アメリカ・ツアーは2009年4月に始まり（ナーデリ、ダナリー、ブリスリン、カル、ラムジー、ジャクソン、ジェイミー・ビショップ）、バージニア州グロスター高校の生徒を対象とした2日間の音楽ワークショップとチャリティーコンサートも含まれていたが、6日後にキャンセルされた。ナーデリがイギリス政府に受け入れられたエコタウン・プロジェクトの創設に赴くためイギリスに戻らなければならなかったことによるものだった。その結果、バンドはとげとげしい状態で解散した。最終公演は2009年5月1日にロスフェストで行われ、2015年4月27日に予定されていたリリースのために録音がなされた。カルはツアーの終わりに次のようにコメントした。
はい、ツアーはキャンセルされました。ポールと私はもうザ・シンで演奏しておらず、何の関係もありません。悪い組織、悪い気、悪い力。—ブレット・カル、公式エコーリン・メーリングリストへの投稿 2009年5月5日
その後、カル、ラムジー、ブリスリン、ビショップは、ダナリーと共に仕事を行った。
2010年12月、ナーデリは、芸術的なロック・サウンドと5パートのハーモニーで知られるスウェーデンのバンド、ムーン・サファリとの新しいコラボレーションを発表した。レコーディング・セッションは2010年12月にスウェーデンのシェレフテオで始まった。結果として得られた新しいザ・シンのアルバムは、2011年にリリースされる予定だった。ムーン・サファリのメンバーは、2014年10月になって次のように述べている。「音楽以外では、集まって実際にレコーディングを開始するのに十分な時間が残っていません。トラックは完成していて素晴らしいサウンドです。スタジオに入るには、スケジュールの合間を見つける必要があります」。2014年10月25日のProgzillaラジオのインタビューで、ナーデリはアルバムの最終録音が2014年12月初旬と2015年1月に予定されていることを発表した。彼はまた、2015年初頭に2009年に録音された『ライヴ・ロスフェスト』を、『The Syn in the 21st Century』というタイトルの新たに発注された映像作品と組み合わせてリリースすると発表した。アンブレロ・レコードは、2015年1月に、ザ・フラワー・キングスやカーマカニックで活動するスウェーデンのベーシストであるヨナス・レインゴールドが、アルバム『トラストワークス』をプロデュースしていることを発表した。
アルバム『トラストワークス』は2016年3月にリリースされ、アルバムのヴァイナル・バージョンが2016年8月に続いてリリースされている。
オリジナル・ギタリストであったジョン・ペインターは2016年に亡くなった。
アルバム『シンデストラクティヴ』のヴァイナル盤が、2018年11月にリリースされた。これには、マーキーにおけるザ・シンの未発表ライブ映像へのリンクが含まれていた。それはスティーヴ・ナーデリ、クリス・スクワイア、ポール・ステーシー、ジェラルド・ジョンソン、ジェレミー・ステーシーという、21世紀最高のアルバムの1つともされている作品を録音したミュージシャンのラインナップによる唯一のライブ・パフォーマンスであった。
2021年10月、チェリー・レッドがグレープフルーツ・レーベルから、1960年代のザ・シンによる初期アーカイブ・リリースの新バージョン『Flowerman Rare Blooms From The Syn』をリリースした。

## ディスコグラフィ

### アルバム
- Original Syn (2004年、Umbrello) ※YesServices限定エディション
- 『シンデストラクティヴ』[26] - Syndestructible (2005年、Umbrello)
- 『オリジナル・シン』 - Original Syn (2005年、Umbrello)
- Armistice Day (2007年、Umbrello)
- Big Sky (2009年、Umbrello)
- 『ライヴ・ロスフェスト』 - The Syn Live Rosfest (2015年、Umbrello)
- 『トラストワークス』 - Trustworks (2016年、Umbrello) ※with ムーン・サファリ
- 『フラワーマン:レア・ブルームズ・フロム・ザ・シン』 - Flowerman Rare Blooms From The Syn (2021年、Cherry Red/Grapefruit)

### シングル
- "Created By Clive" / "Grounded" (1967年、Deram)
- "Flowerman" / "14 Hour Technicolour Dream" (1967年、Deram)
- "Cathedral of Love" (2006年、Umbrello)

### 映像作品
- Syndestructible Tour (2007年、Umbrello) ※DVD
- The Making of Big Sky (2009年、Umbrello) ※『ライヴ・ロスフェスト』と共にDVDでリリース
- The Syn in the 21st Century (2015年、Umbrello) ※『ライヴ・ロスフェスト』と共にDVDでリリース
- The Syn:Live and Raw at the Marquee 2005 (2018年、Umbrello) ※『シンデストラクティヴ』のヴァイナル・エディションの特典として配信ボーナス・リンクでリリース